# 圖蘭鱷屬
圖蘭鱷屬（學名：Turanosuchus）是鱷形超目的一屬，可能屬於副短吻鳄科。正模標本（編號PIN 2229/507）是一個部分下頜的下頜聯合處（Mandibular symphysis），發現於哈薩克南部的Bostobe Svita地層，地質年代為白堊紀晚期的桑托階早期。在1988年，蘇聯古生物學家Mikhail Efimov將在這化石進行敘述、命名，模式種是鹹海圖蘭鱷（T. aralensis）。